# برناردو ميدينا
برناردو ميدينا (بالإسبانية: Bernardo Medina)‏ (14 يناير 1988 في باراغواي - ) هو مدرب كرة قدم ولاعب كرة قدم باراغواياني في مركز حراسة المرمى. لعب مع نادي ليبرتاد ونادي خنرال دياز.

## وصلات خارجية
- برناردو ميدينا على موقع قاعدة بيانات كرة القدم.إي يو (الإنجليزية)
- برناردو ميدينا على موقع Soccerway.com (الإنجليزية)